# Rhaphidophora acuminata
Rhaphidophora acuminata là một loài thực vật có hoa trong họ Ráy (Araceae). Loài này được Merr. miêu tả khoa học đầu tiên năm 1915.